# 印度國定曆

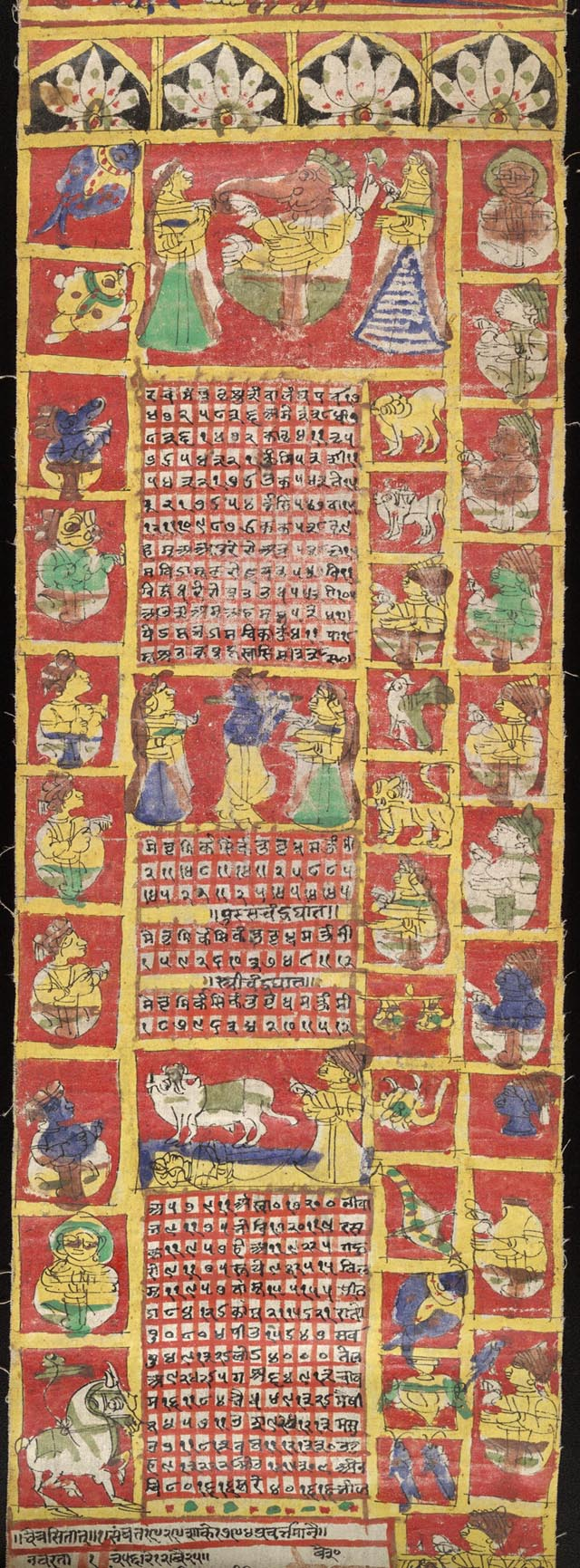
印度曆

印度國定曆（India national calendar），俗称沙利哇诃那·塞迦曆（Shāli-vāhana Shaka calendar），是印度政府为统一在印度各地五花八门的历法，于1957年制定的印度官方统一历法。印度國定曆纪年是以塞迦纪年为基础改良而成，以公元78年为印度历元年。所以2023年为印度曆的1945年。
印度國定曆是一种太阳历，每年日子数目和格里历一致，闰年设置也和格里历一致，但月份设置以黄道十二宫为准，一年设六个季节，每个季节有两个月，季度设置先后为春季、夏季、季风季、秋季、冬季、露季。平年以格里历的3月22日为一年开始，闰年以3月21日开始。
每月名称：
- 1月   白羊 Maysha
- 2月   公牛 Vrushabha
- 3月   雙子 Mithuna
- 4月   巨蟹 Karka
- 5月   獅子 Simha
- 6月   處女 Kanya
- 7月   天秤 Tula
- 8月   天蝎 Vrushchika
- 9月   射手 Dhanu
- 10月  摩羯 Makar
- 11月  寶瓶 Kumbha
- 12月  雙魚 Meena